# Ебурнійський орогенез

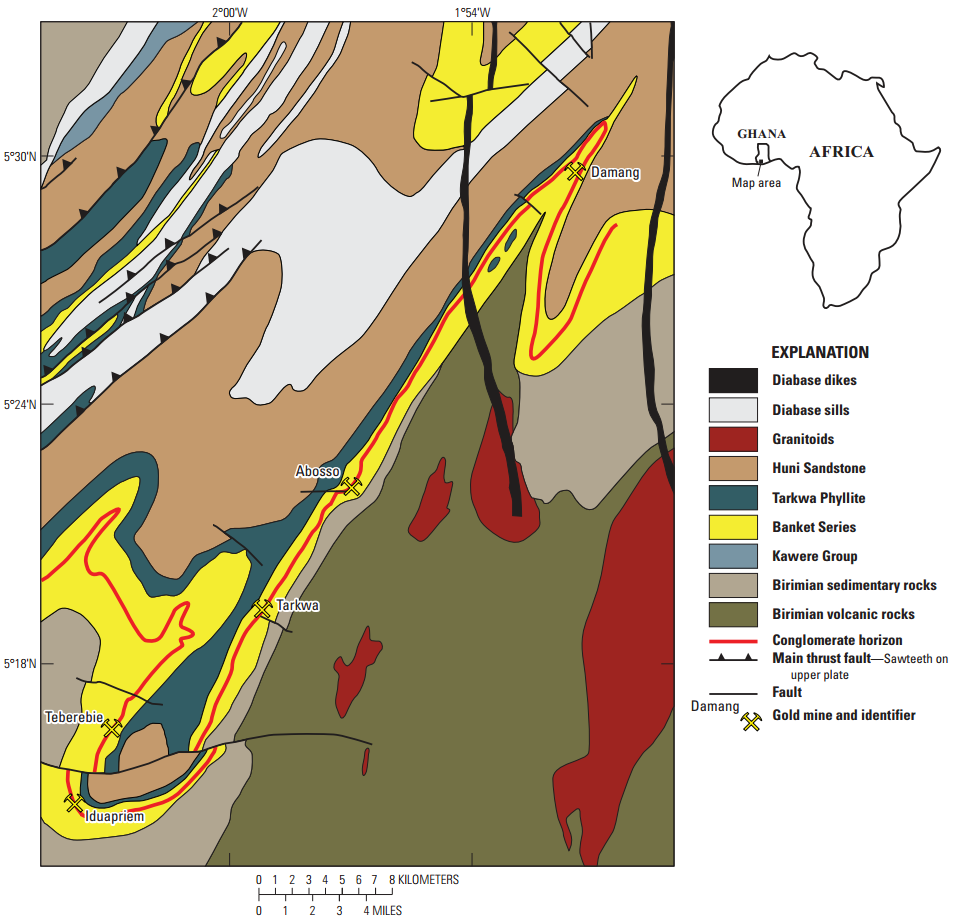
Геологічна карта золотоносного району Тарква в Гані, що показує значні складчастості та розломи, пов'язані з ебурнійським метаморфізмом.

Ебурнійський орогенез або ебурнійський цикл — серія тектонічних, метаморфічних і плутонічних подій, які відбулися на території нинішньої Західної Африки протягом палеопротерозою між 2200 і 2000 мільйонами років тому.
У цей період було створено і структуровано Бірімійський домен в Західній Африці.

## Особливості
Ебурнійські розломи виявлені в Еглабському щиті на північ від Західноафриканського кратону і в щиті Лео-Ман на південь від кратону. Існують докази трьох основних магматичних подій Ебурнію в Еглабському щиті. Між 2,21 і 2,18 мільярдами років тому утворилися батоліти, метаморфізовані в Нижньому Регубатському комплексі (LRC). Близько 2,09 мільярда років тому синтектонічний тронджемітовий плутон вторгся в архейські рілекти серії Чегга. Близько 2070 мільйонів років тому підняття астеносфери вивільнило велику кількість посторогенної магми.
Ебурніанські тенденції в щиті Еглаб неодноразово активізувалися від неопротерозою до мезозою.